# Pandanus celebicus
Pandanus celebicus är en enhjärtbladig växtart som beskrevs av Otto Warburg. Pandanus celebicus ingår i släktet Pandanus och familjen Pandanaceae.
Artens utbredningsområde är Sulawesi. Inga underarter finns listade.